# Coecillo (Silao)
Coecillo es una localidad del estado mexicano de Guanajuato. Es parte del municipio de Silao de la Victoria.

## Demografía
| Gráfica de evolución demográfica |
|                                  |

| Censo | Población |
| ----- | --------- |
| 1940  | 242       |
| 1950  | 220       |
| 1960  | 1 247     |
| 1970  | 1 927     |
| 1980  | 1 857     |
| 1990  | 2 864     |
| 2000  | 3 185     |
| 2010  | 4 002     |
| 2020  | 4 463     |